# 王徽之
王徽之（338年—386年），字子猷，東晉名士、書法家，王羲之第五子。曾歷任車騎參軍、大司馬、黃門侍郎，後來辭官退居山陰縣（今浙江省紹興市）。有子王楨之。
王徽之是書法名家，自幼從父學習，有「徽之得其勢」的評價，後世傳帖《承嫂病不減帖》、《新月帖》等。

## 軼事

### 興盡而返
王徽之有個「雪夜訪戴」的小故事，在他退居山陰後，冬天的一個夜晚，屋外白雪皚皚，王徽之一時興致大發，命人置酒，後來想起好友戴逵，但當時戴逵在剡縣（今浙江省嵊州市），兩人相距甚遠，但王徽之仍然堅持要拜訪好友，於是徽之當晚乘舟而行，第二日中午方至，但到了戴逵門前卻不入。旁人問原因，王徽之：「我本是乘酒興而來，現在已盡興致，自然該回去了。」

### 子猷爱竹

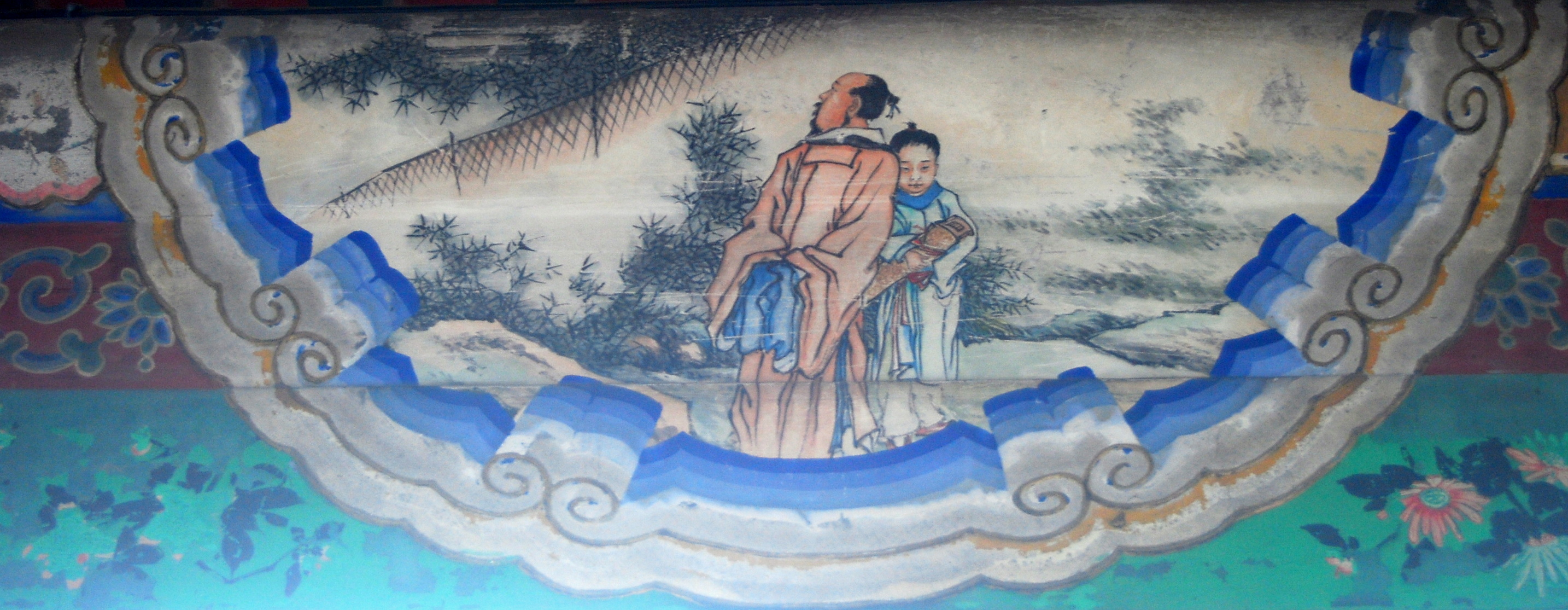
颐和园长廊绘画：子猷爱竹

王徽之以愛竹聞名，曾說過「何可一日無此君邪」。

### 人琴俱亡
王徽之與弟弟王獻之感情頗深，後來王獻之身染重病，先一步離開人世。王徽之奔喪時不哭，只是在靈床上呆坐，他拿起獻之生前愛彈的琴，曲不成調，將琴摔在地上，悲慟道：「子敬（王獻之字）啊！人和琴都已經走了啊！」，這就是「人琴俱亡」的典故了。後來過沒幾個月，王徽之就過世了。